# Carcinoembryonales Antigen
Als Carcinoembryonales Antigen (CEA) wird eine Familie verwandter Glykoproteine aus der Immunglobulinsuperfamilie bezeichnet. 

## Geschichte
Das Carcinoembryonale Antigen wurde erstmals 1965 von Phil Gold und Samuel O. Freedman in Zellextrakten aus Kolorektalen Karzinomen identifiziert.

## Genetik
Die humane Carcinoembryonale Genfamilie kann nach ihrer Nukleotidsequenz in drei Subgruppen von zusammen 29 Genen bzw. Pseudogenen eingeteilt werden: die CEA-Subgruppe mit 12 Mitgliedern, die PSG-Subgruppe mit 11 Mitgliedern und eine dritte Subgruppe mit 6 Mitgliedern.

## Tumormarker
CEA wird als Tumormarker verwendet für eine Reihe von bösartigen Tumoren, insbesondere für den Darmkrebs, das Pankreaskarzinom, das Mammakarzinom sowie das Adenokarzinom der Lunge. Zellen, die CEA bilden, bauen dieses Glykoprotein in ihrer Zellmembran ein und geben es auch ins Blut ab. Der Marker ist somit sowohl auf Zellen als auch in Körperflüssigkeiten nachweisbar. Dieser Tumormarker eignet sich aufgrund seiner geringen Spezifität nur bedingt als Früherkennungsmarker, er hat aber einen großen Stellenwert in der Tumornachsorge. Die Serumkonzentration des Tumormarkers ist zumindest teilweise mit der Gesamttumormasse korreliert. Gutartige Erkrankungen, die oft mit einer CEA-Erhöhung einhergehen, sind Entzündungen von Leber, Bauchspeicheldrüse, Darm (Colitis ulcerosa, Divertikulitis), Magen und  Lunge sowie die vor allem alkoholbedingte Leberzirrhose. Falsch-positive Werte findet man bei Rauchern. Bei dauerhaft erhöhten Werten ist allerdings die Wahrscheinlichkeit groß, dass ein bösartiger Tumor dafür verantwortlich ist.